# Quasimodo

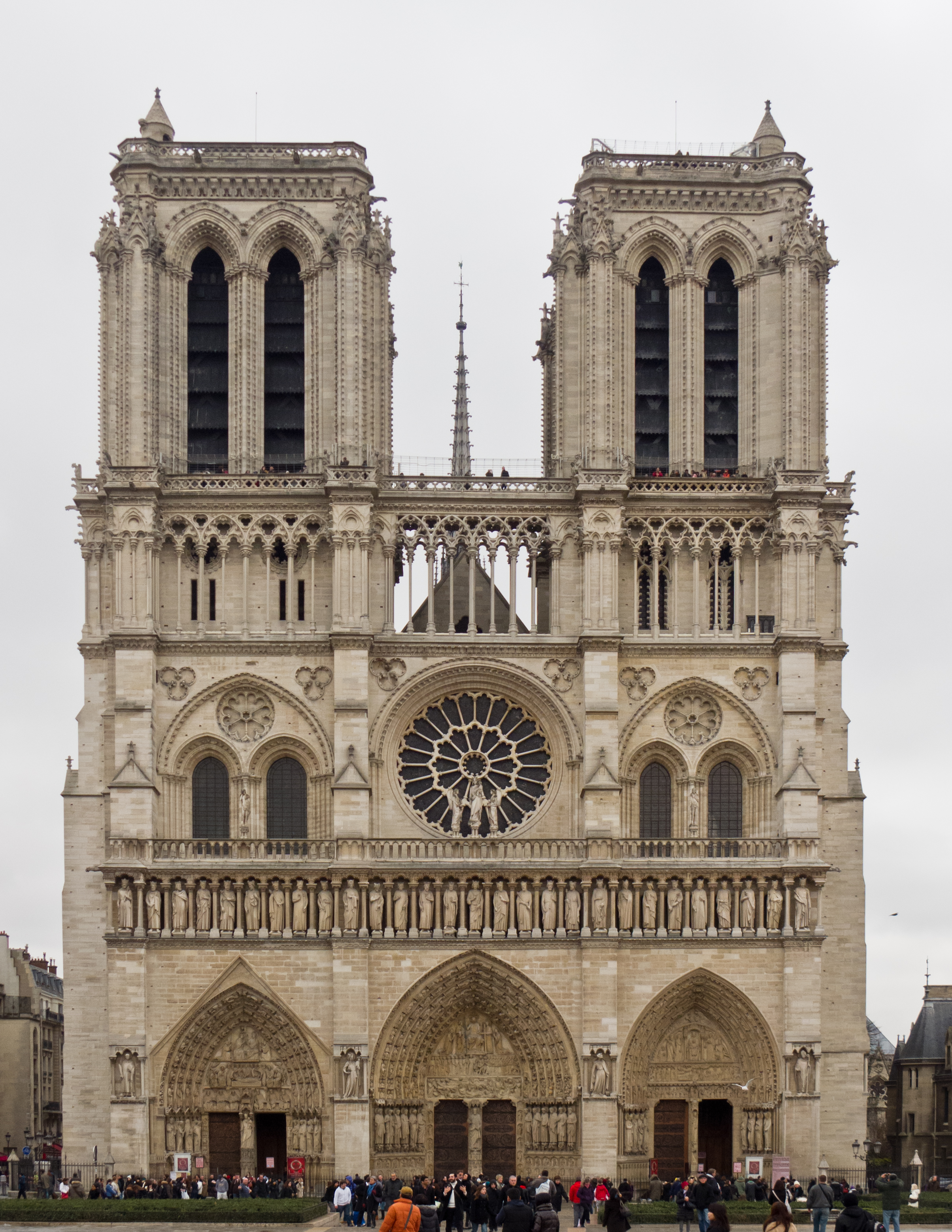
Catedral Notre-Dame de París

Quasimodo és el personatge principal de l'obra Nostra Senyora de París, de Victor Hugo.
Quasimodo és un nan geperut que va ser abandonat en néixer prop de la catedral de Notre-Dame de París, i habitava a la catedral de Notre Dame, tocant les campanes. Suposadament era fill d'una gitana. Només podia veure-hi amb un ull, ja que l'altre el tenia gairebé bloquejat per la deformitat del seu rostre, i va quedar gairebé sord pel repicar de les campanes de la catedral, de les quals ell s'encarrega i les quals signifiquen tot per a ell abans de conèixer la jove gitana Esmeralda, de qui s'enamora, per ser ella la primera que li va mostrar bondat.
És odiat pel poble de París a causa de la seva deformitat, gràcies a la qual cosa posseeix un caràcter tímid i retret. No obstant això, posseeix una gran valentia, astúcia i un cor noble. Abans d'Esmeralda, l'única persona important per a ell era l'ardiaca Frollo, qui el va adoptar quan va ser abandonat a la catedral entre els nens expòsits.
Durant les accions més importants de la novel·la, ell encara no ha complert els vint anys. Victor Hugo el descriu físicament com un home de gran grandària i força i una gran agilitat malgrat els seus defectes físics, que seria el producte de l'exercici que realitza constantment grimpant per les torres de Nôtre Dame i els sostres dels voltants, si bé no surt molt de la catedral. El seu cabell és molt vermellós i, si bé no l'hi aclareix en el llibre, s'ha interpretat que els seus ulls podien ser blaus. Per això es creu que potser no era fill d'una gitana, sinó que havia estat raptat per una o, potser, deixat al seu càrrec.
El final de Quasimodo és summament dramàtic: quan veu, des de dalt de Notre Dame, que Esmeralda és assassinada i ell no podrà arribar a temps per salvar-la, la seva ànima s'entristeix i decideix morir al seu costat.
És sens dubte un dels personatges més importants en la literatura francesa i de la literatura en general. La seva història ha cridat l'atenció de diversos directors que han adaptat la Mare de Déu de París al cinema. Fins i tot Disney va fer en els noranta la seva pròpia versió de la història, anomenada El geperut de Notre Dame, on es ressalta el costat sensible i el bon cor del personatge. Aquesta pel·lícula infantil revela la puresa en l'ànima de Quasimodo, adornant el personatge amb tan bones actituds com veritablement mereix. I, per descomptat, atorgant el final feliç que no va poder aconseguir en la novel·la autèntica.